# Chuyến bay Sabena 571
Bản mẫu:Campaignbox Palestinian insurgency in South Lebanon
Sabena Flight 571 là một chuyến bay chở khách theo lịch trình từ Viên tới Tel Aviv do hãng hàng không quốc gia Bỉ, Sabena, điều hành. Ngày 8 tháng 5 năm 1972 một máy bay hành khách Boeing 707 hoạt động trên tuyến này dưới sự điều khiển của cơ trưởng Reginald Levy, DFC, bị bốn kẻ không tặc thuộc tổ chức Tháng 9 Đen bắt hạ cánh xuống Sân bay Lod (sau này là Sân bay Quốc tế Ben Gurion), cũng là điểm đến thực tế theo lịch trình.
Vụ bắt cóc do Ali Hassan Salameh lập kế hoạch và được tiến hành bởi một nhóm không tặc gồm hai nam, hai nữ, được trang bị súng ngắn, dưới sự chỉ huy của Ali Taha
Hai mươi phút sau khi rời Viên, những kẻ không tặc xông vào khoang lái. "Như các bạn thấy," Cơ trưởng Levy nói với 90 hành khách, "chúng ta có những người bạn ở trên khoang." Trong khi các hành khách và cơ trưởng chờ đợi, hy vọng một điều gì đó sẽ xảy ra giúp họ được an toàn, Reginald Levy nói về đủ thứ "từ hoa tiêu tới sex" với những kẻ không tặc. Những kẻ không tặc không biết rằng vợ của Levy cũng là một hành khách trên máy bay.
Ngay sau khi chiếm máy bay, những kẻ không tặc tách những người Do thái ra khỏi nhóm phi Do thái và đưa họ về cuối máy bay.
Những tên không tặc yêu cầu thả 315 tên khủng bố người Palestine đã bị kết án và đang phải chịu án tù tại Israel, và đe dọa cho nổ tung máy bay cùng hành khách. Thấy những kẻ khủng bố khóc và ôm nhau chia biệt, Reginald Levy tìm cách gửi một tin nhắn yêu cầu trợ giúp nhanh nhất. Bộ trưởng an ninh Moshe Dayan đã tiến hành đàm phán với những kẻ khủng bố trong khi chuẩn bị cho một chiến dịch giải cứu, với mật danh "Chiến dịch Isotope."
Ngày 9 tháng 5 năm 1972 lúc 4:00 sáng, chiến dịch giải cứu bắt đầu: một đội 16 lính biệt kích Sayeret Matkal, dưới sự chỉ huy của Ehud Barak và gồm cả Benjamin Netanyahu, cả hai đều là những thủ tướng tương lai của Israel, tiếp cận chiếc máy bay. Các lính biệt kích cải trang làm các kỹ thuật viên máy bay với bộ đồ màu trắng, và đã thuyết phục được bọn khủng bố rằng chiếc máy bay cần được sửa chữa. Lính biệt kích xông lên máy bay và kiểm soát nó trong mười phút, giết cả hai tên nam khủng bố và bắt sống hai người nữ. Tất cả các hành khách được giải cứu. Ba hành khách bị thương, một trong số đó sau này thiệt mạng do vết thương của mình. Netanyahu bị thương trong khi thực hiện giải cứu, có lẽ do bị bắn nhầm.
Hai tên khủng bố nữ còn sống sót bị tuyên án tù chung thân, nhưng sau đó đã được thả như một phần của việc trao đổi tù nhân sau chiến tranh Liban năm 1982.
Chiếc máy bay bị không tặc tiếp tục được Sabena sử dụng trong năm năm nữa trước khi được Israel Aircraft Industries mua lại và cuối cùng được bán cho Không quân Israel, nơi nó làm nhiệm vụ máy bay trinh sát trong nhiều năm, và tham gia vào hầu hết các chiến dịch tầm xa của không quân.
Phi công người Anh, Cơ trưởng Levy, sau khi thực hiện các phi vụ ném bom chiến lược trong Thế chiến II cho không quân hoàng gia trên lãnh thổ Đức và tham gia vào cuộc không vận Berlin, đã gia nhập Sabena năm 1952. Ông nghỉ hưu năm 1982 và chết do một cơn đau tim tại bệnh viện gần nhà ở Dover ngày 1 tháng 8 năm 2010. Vụ không tặc diễn ra vào sinh nhật lần thứ 50 của ông.